# مثل مايك 2: كرة الشارع
مثل مايك 2: كرة الشارع (بالإنجليزية: Like Mike 2: Streetball)‏ هو فيلم كوميدي رياضي عائلي تم إنتاجه في الولايات المتحدة وصدر سنة 2006 بطولة جاشا واشنطن، وهو تكملة لفيلم مثل مايك.

## القصة
يجد صبي آخر يحمل «أحلام الأطواق» زوجًا قديمًا من أحذية مايكل جوردان الرياضية ويمكنه فجأة لعب الكرة مثل أعظم لاعب في العالم.

## وصلات خارجية
مثل مايك 2: كرة الشارع على موقع IMDb (الإنجليزية)
- مثل مايك 2: كرة الشارع على موقع روتن توميتوز (الإنجليزية)
- مثل مايك 2: كرة الشارع على موقع قاعدة بيانات الأفلام العربية
- مثل مايك 2: كرة الشارع على موقع ألو سيني (الفرنسية)
- مثل مايك 2: كرة الشارع على موقع أول موفي (الإنجليزية)
- مثل مايك 2: كرة الشارع على موقع فيلمافينيتي (الإسبانية)
- مثل مايك 2: كرة الشارع على موقع قاعدة بيانات الأفلام السويدية (السويدية)
- مثل مايك 2: كرة الشارع على موقع قاعدة بيانات الفيلم (الإنجليزية)
- مثل مايك 2: كرة الشارع على موقع ليتربوكسد (الإنجليزية)
- مثل مايك 2: كرة الشارع على موقع كينوبويسك (الروسية)